# SAC-D
SAC-D (スペイン語: Satelite de Aplicaciones Cientificas-D）またはアクエリアス（Aquarius、主観測装置の名前に由来）はアルゼンチンの地球観測衛星。2011年6月10日に打ち上げられ、太陽同期極軌道で初めて海洋表面塩分濃度を測定し、海洋循環や気候との相互作用などを研究する。
SAC-Dの運用はアルゼンチン宇宙活動委員会（CONAE）が行う。運用は5年間の予定だが、観測装置であるアクエリアスは3年の設計寿命。SAC-Dは、故障して電力と姿勢が制御できなくなったため、2015年6月8日に運用を終了した。
衛星バスはCONAEが提供し、主観測装置であるアクエリアスはアメリカ航空宇宙局によって製造および運用された。
打上げ時の質量は1350kgで、アクエリアスが320kgを占めている。

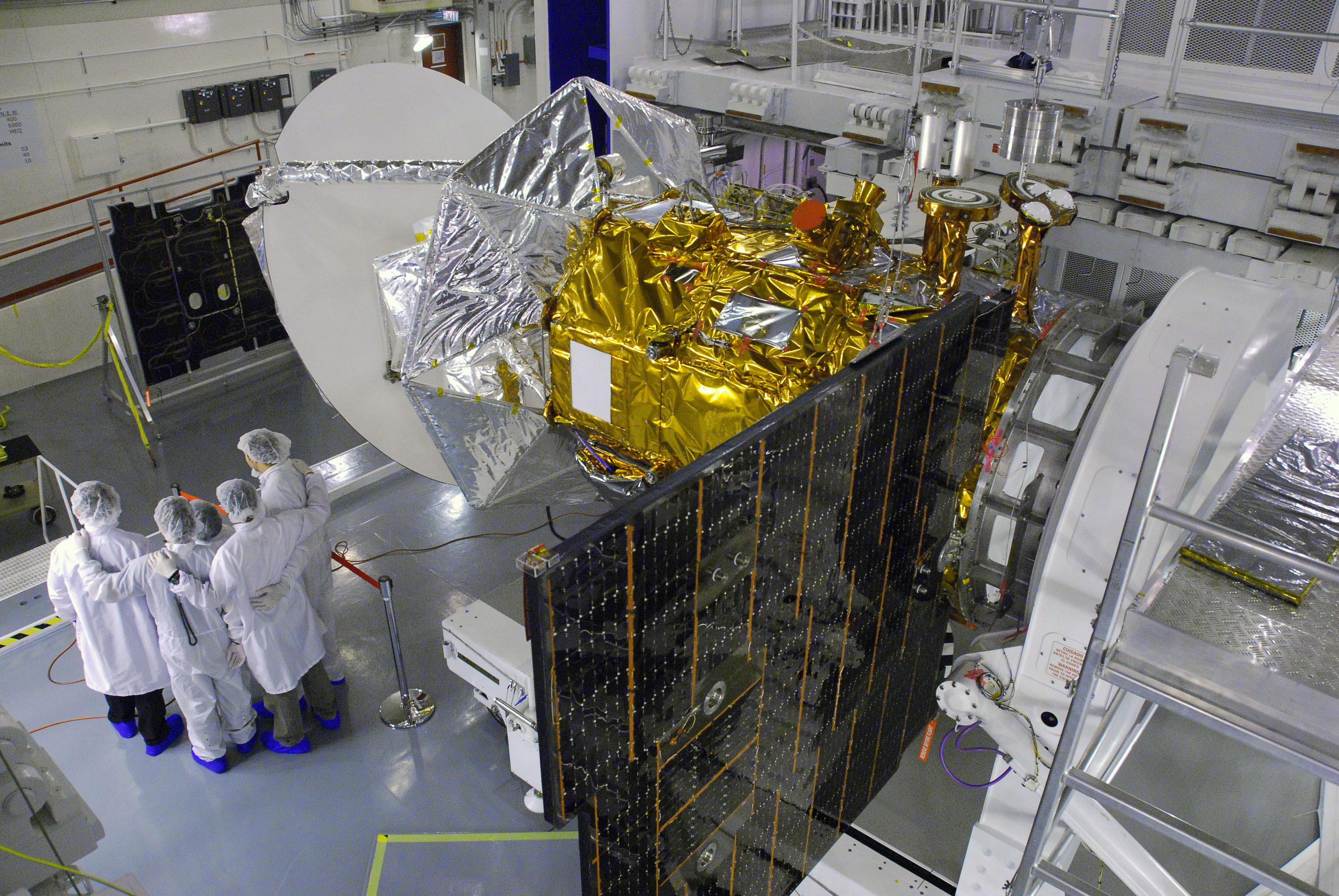

## 打上げ

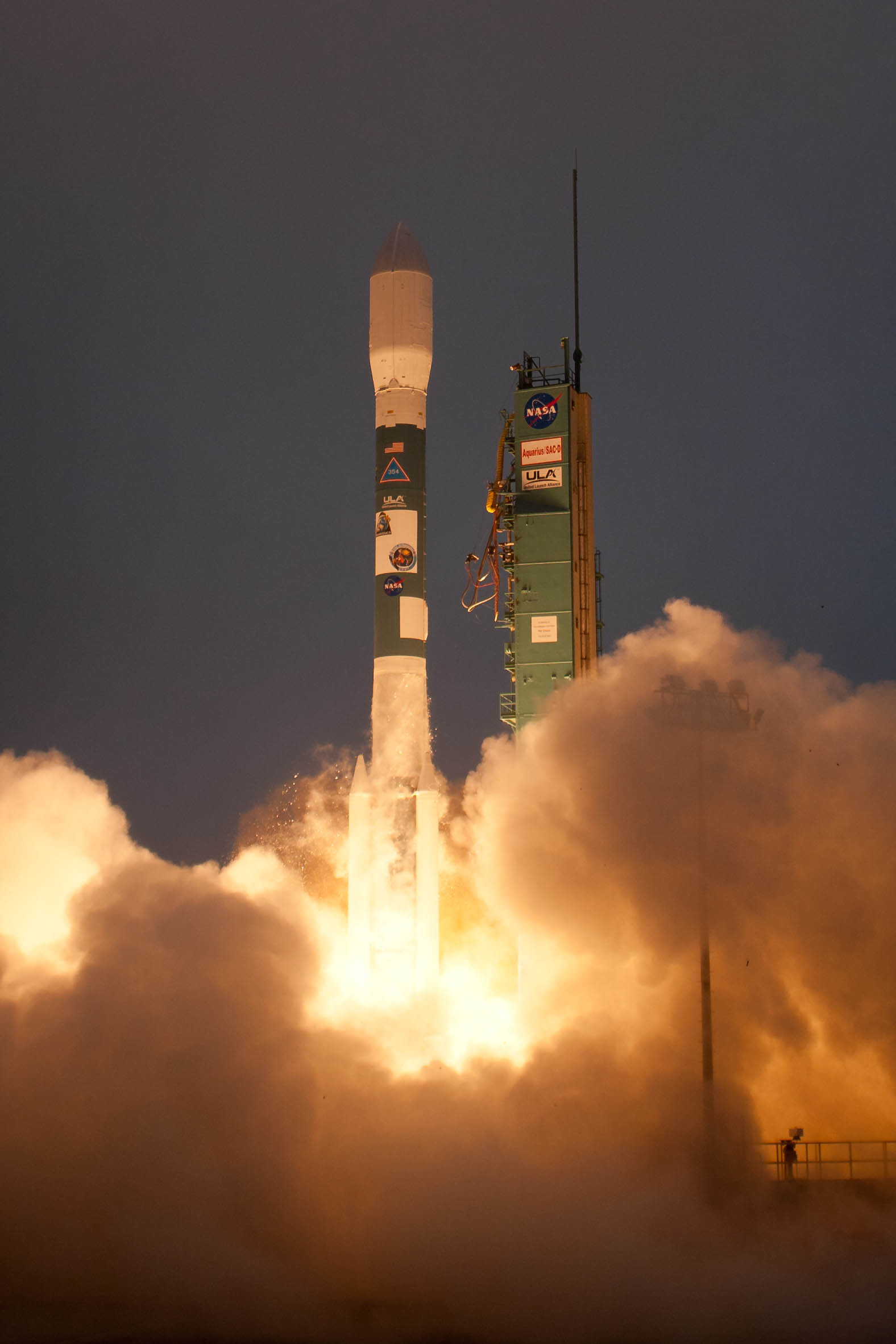
SAC-Dの打上げ

2011年6月10日、SAC-Dはヴァンデンバーグ空軍基地のSLC-2Wからデルタ IIロケットによって打ち上げられた。打上げはNASA側の担当であり、ユナイテッド・ローンチ・アライアンスが下請けをした。打ち上げは当初2010年5月を予定していたが、機体の開発が予定より長期化したため、翌年に打上げられた。

## 観測装置
| 名称         | 運用者    | 用途                                                               |
| ------------ | --------- | ------------------------------------------------------------------ |
| アクエリアス | NASA      | 海面塩分測定マイクロ波放射計/散乱計                                |
| CARMEN I     | CNES      | 宇宙でのデブリや粒子の研究、宇宙線とその電子機器への影響の研究     |
| DCS          | CONAE     | 地球上のプラットフォームからのデータの収集。アルゴスシステムと互換 |
| HSC          | CONAE     | 高感度カメラ                                                       |
| MWR          | CONAE     | 放射測定                                                           |
| NIRST        | CONAE CSA | 赤外線カメラ、海温の推定                                           |
| ROSA         | ASI       | GPS大気掩蔽観測装置                                                |
| TDP          | CONAE     | GPSナビゲーションおよび慣性航法装置に関連する技術実証              |